# Walter Hachtmann
Walter Hachtmann war ein deutscher Landrat.

## Leben und Wirken
Hachtmann legte am 15. März 1932 die große Staatsprüfung ab. Er wurde zum Regierungsrat ernannt und war im Landratsamt in Düsseldorf tätig. Im Mai 1938 wurde er vertretungsweise als Landrat im Landkreis Greifenhagen eingesetzt. Am 20. April 1939 wurde Hachtmann definitiv zum Landrat in Greifenhagen ernannt. Bereits im November 1939 wurde er mit der Vertretung des Landrats im Landkreis Grimmen beauftragt. Im Dezember 1940 wurde Hachtmann definitiv als Landrat nach Grimmen versetzt, wo er bis zum Ende des Zweiten Weltkrieges im Amt blieb.